# Apocalipsa după șoferi
Apocalipsa după șoferi este un film românesc din 2008 regizat de Alexandru Solomon.

## Distribuție
- Gina Raso
- Valerica Damian
- Pal Caroly
- Gentimir Cristian
- Mihai Vîrtopeanu

## Primire
Filmul a fost vizionat de 35 de spectatori în cinematografele din România, după cum atestă o situație a numărului de spectatori înregistrat de filmele românești de la data premierei și până la data de 31 decembrie 2014 alcătuită de Centrul Național al Cinematografiei.